# Ра-Горахті

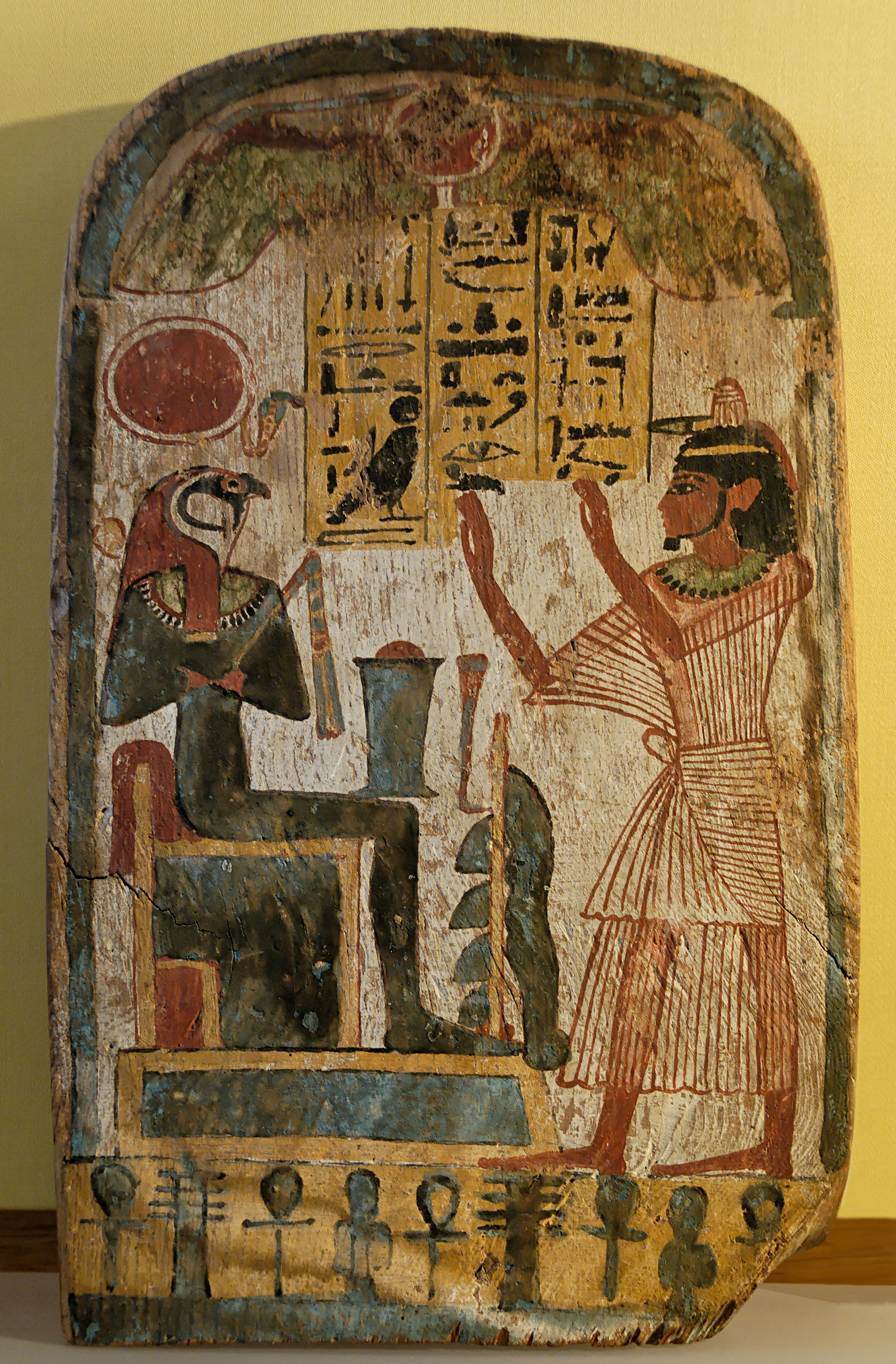
Жрець Ремпетмаа тримає священне помазання перед сидячим Ра-Горахті. Стела з Лувру (бл. 900 р. до н. е., епоха XXII династії).

Ра-Горахті — синкретичне божество Сонця в давньоєгипетській міфології, змішання образів богів Ра і Гор-ахті.

## Зображення та значення
Ра-Горахті зображувався як правило у вигляді чоловіка, що стоїть або сидячого чоловіка з червонуватим кольором шкіри і головою сокола, над якою були видні сонячний диск і священний знак урея. На деяких зображеннях він постає з головою барана і сонячним диском над нею (храм мертвих фараона Сеті I в Абідосі), або з левовою, котячою або соколиною головою з баранячими рогами або сонячним диском.

## Значення
Образом Ра-Горахті є сонце, що піднімається зі Сходу. Це власне ім'я бога Ра, шанованого в Геліополісі. Саме з Геліополіса його місце у давньоєгипетській релігії визначилося як «Повелитель світу». Ра з Геліополіса був визнаний в храмах Едфу як рівний богу Гору. Фараон Ехнатон був верховним жерцем Ра-Горахті. При введенні загальноєгипетського культу бога Атона Ехнатон в його першому «вчащему імені» описує Атона звичним чином Ра-Горахті.

## Місця поклоніння
Близько 2445 до н. е. вперше зустрічається втілення божеств Ра і Гора в єдиному образі в храмі Сонця в Абусірі. Крім цього, культ Ра-Горахті шанувався у великому храмі Абу-Сімбела, а також у храмах Ваді-ес-Сьобу, Амада, Дерра.

## Відродження культу в Новий час
Британський містик ХХ століття Алістер Кроулі ввів Ра-Горахті під ім'ям Ra-Hoor-Khuit в число божеств, які відкривають один з трьох принципів вчення Телема. Ra-Hoor-Khuit виступає як говорячий в третьому розділі Книги закону, головній і священній книзі телемітів.